# Tatjana Ancyfierowa
Tatjana Władimirowna Ancyfierowa, ros. Татьяна Владимировна Анциферова (ur. 11 lipca 1954 w Sterlitamaku) – radziecka i rosyjska piosenkarka.
W 1980 roku razem z Lwem Leszczenką wykonała piosenkę "Do swidanja, Moskwa" na zakończenie olimpiady w Moskwie.